# Ostrau
Ostrau är en kommun och ort i Landkreis Mittelsachsen i förbundslandet Sachsen i Tyskland. Kommunen har cirka 3 500 invånare.
Kommunen ingår i förvaltningsområdet Ostrau tillsammans med kommunen Zschaitz-Ottewig.